# Preah Botumthera Som
Preah Botumthera Som (Provincia di Prey Veng, 1852 – 1932) è stato uno scrittore cambogiano.
È anche conosciuto come Venerable Botumthera Som o spesso semplicemente Som. È considerato uno dei migliori scrittori in lingua khmer.

## Biografia
Botumthera Som è nato in una zona rurale della Cambogia, nel villaggio di Kamprau, nella provincia di Prey Veng. 
Nel 1867, Botumthera Som fu ordinato monaco novizio nel tempio di Wat Kamprau. Durante la sua vita monastica ha imparato a leggere e scrivere, e ben presto divenne monaco novizio.
Nel 1873, Botumthera Som divenne di nuovo monaco a Wat Kamprau e continuò i suoi studi. In quel periodo ha fatto grandi progressi, imparando a comporre poesie da solo e scrivendolo con il metodo tradizionale, su foglie di palma palmyra. Col passare degli anni, fu nominato l'abate del tempio. 
Nel 1911 Som scrisse il romanzo Dik ram phka ram (The Dancing Water e the Dancing Flower).
Nel settembre del 1915, all'età di sessantatré anni, Botumthera Som completò il suo lavoro più noto, il manoscritto di foglie di palma di Tum Teav. La sua versione di Tum Teav contiene 1050 stanze, inclusa una prefazione di 39 stanze in cui il Venerabile Som dà la data di composizione del manoscritto, e si identifica come autore. 
Tum Teav è una tragica storia d'amore della letteratura cambogiana ambientata a Kampong Cham, il villaggio di Botumthera Som. Kamprau, si trova al confine dell'ex distretto di Tbong Khmom, dove si svolge Tum Teav. 
Botumthera Som morì nel 1932 quando aveva 80 anni.

## Tum Teav
Nel 1935, tre anni dopo la sua morte, un altro monaco, Venerable Oum, copiò il manoscritto Tum Teav di Botumthera Som su una nuova serie di foglie di palma. La copia di Oum ha due volumi e 187 pagine. 
Tum Teav è una storia che è stata raccontata in tutta la Cambogia almeno dalla metà del XIX secolo. Si basa su un poema del 17° o 18º secolo, di origine incerta, che probabilmente ha le sue radici in una leggenda popolare cambogiana più antica. Oggi Tum Teav ha versioni orali, letterarie, teatrali e cinematografiche in lingua Khmer.
| Controllo di autorità | VIAF (EN) 26195952 · ISNI (EN) 0000 0000 6303 6247 · BNF (FR) cb119251284 (data) |